# Боден, Йенс
Йенс Боден (нем. Jens Boden; род. 29 августа 1988 года, Дрезден, ГДР) — бывший немецкий конькобежец. Участник зимних Олимпийских игр 2002 и 2006 года. Бронзовый призёр зимних Олимпийских игр 2002 года в забеге на 5000 м.

## Биография
Йенс Боден родился в городе Дрезден, ГДР. Тренировалась на базе клуба «Eislauf-Verein Dresden e. V. (EVD)». В национальной сборной тренировался под руководством Клауса Эберта (нем. Klaus Ebert). В 2007 году объявил об завершении спортивной карьеры, чему не в последнюю очередь способствовали преследующие его травмы и хроническая простуда.
Первую и единственную медаль на соревновании международного уровня Боден выиграл во время зимних Олимпийских игр 2002 года в американском городе — Солт-Лейк-Сити. Боден не был фаворитом этих соревнований и, в буквальном смысле — был некому не известным спортсменом, поскольку до этого не добывал каких-либо наград на чемпионатах мира или Европы по конькобежному спорту. 9 февраля 2002 года в забеге на 5000 м с результатом 6:21.73 он финишировал третьим, пропустив вперёд соперников из США (Дерек Парра, 6:17.98 — 2-е место) и Нидерландов (Йохем Эйтдехаге, 6:14.66 — 1-е место). Также он был участником забега на 10 000 м, где с результатом 13:23.43 он занял пятое место. Победу Бодена сопровождали почести и массовые празднования, поскольку с 1970 года он стал первым немецким призёром в этом виде спорта.